# Gehren
Gehren is een Duitse stad en voormalige landgemeente in Thüringen en maakt deel uit van de Ilm-Kreis.

## Geografie
De stad Gehren ligt aan de zuidoostrand van het Thüringer Woud, ongeveer 8 kilometer ten oosten van Ilmenau. Het gebied ten noorden van de stad is relatief vlak, terwijl in het zuiden het Thüringer leisteengebergte begint. Gehren ligt aan de monding van de Schobse in de Wohlrose, een van de zijrivieren van de Ilm.

## Geschiedenis
De waterburcht Gehren werd reeds in 1118 als verdedigingscomplex genoemd. De eerste akte waarin Gehren genoemd werd stamt uit 1299. Andere bronnen spreken over een eerste vernoeming in 1105. De naam is afgeleid van Gern, een driehoekig grondstuk. De plaats ontwikkelde zich rondom een wachttoren, die als bewaking van een handelsweg diende. In 1855 werd de Gehren stadsrechten verleend.

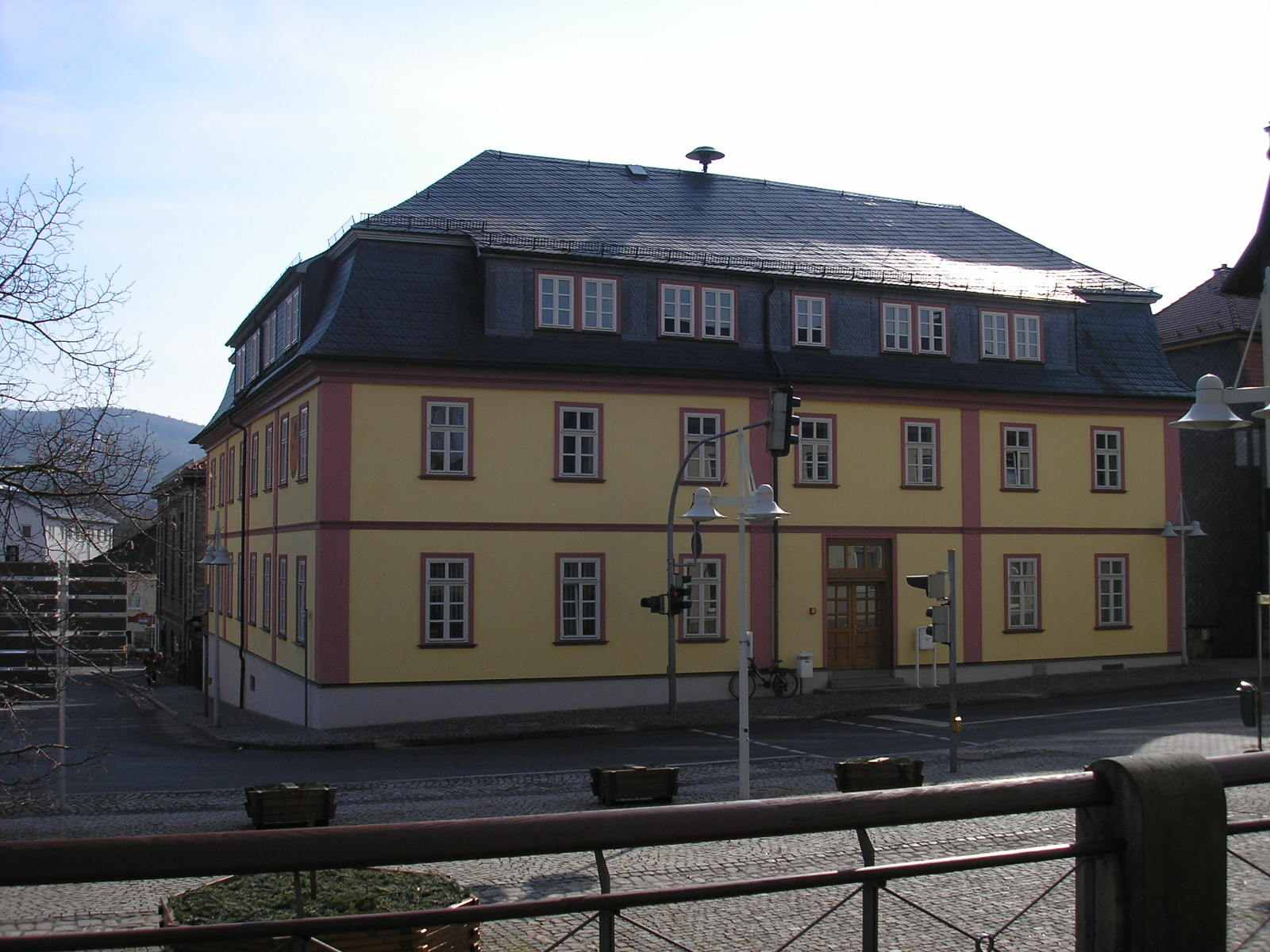
Het voormalige gemeentehuis van Gehren

In 1950, kort na de oprichting van de DDR, werd Jesuborn dat een kilometer oostelijk van Gehren ligt, onderdeel van de gemeente. Op 31 december 2013 fuseerde Möhrenbach met Gehren en werd de stad een landgemeente.
Aangrenzende gemeenten waren Wolfsberg in het noorden, Königsee in het noordoosten, Pennewitz in het oosten, Herschdorf en Gillersdorf in het zuidoosten, Großbreitenbach in het zuiden, Neustadt am Rennsteig in het zuidwesten en Langewiesen in het westen en noordwesten.
Op 1 januari 2019 werd de gemeente opgeheven en opgenomen in Ilmenau.